# Ernst von Bülow-Cummerow

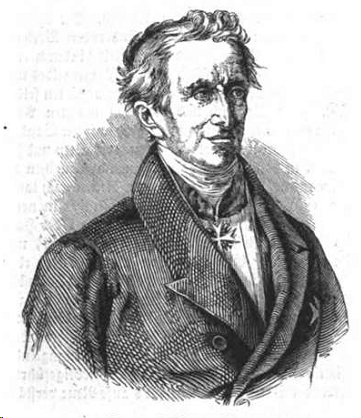
Ernst von Bülow-Cummerow, 1843

Ernst Gottfried Georg von Bülow-Cummerow (* 13. April 1775 in Prützen als Ernst Gottfried Georg von Bülow; † 26. April 1851 in Berlin) war ein preußischer Gutsbesitzer, der sich durch die Gründung einer Bank und andere Maßnahmen für die Förderung der Landwirtschaft einsetzte. Daneben war er als politischer und nationalökonomischer Publizist im Sinne der Grundbesitzer tätig. Politisch vertrat er dabei Positionen, die sich am ehesten als reformkonservativ bezeichnen lassen. Während der Revolution von 1848 war er maßgeblich am Zustandekommen des sogenannten Junkerparlaments zur Verteidigung der Interessen des Grundbesitzes beteiligt.

## Herkunft und frühe Jahre
Ernst von Bülow-Cummerow entstammte dem Adelsgeschlecht von Bülow. Sein Vater Christian Friedrich von Bülow (* 1737) war Gutsbesitzer auf Prützen und Hägerfelde sowie dänischer Kammerjunker. Die Mutter war Louise (geb. von Meding), eine Tochter des Erblandmarschalls und Landrats v. Meding aus dem Hause Schnellenberg. Christian Friedrich v. Bülow übernahm 1764 die Besitzungen Prützow und Hägersfelde von seinem Vater Cord Hans v. Bülow, einem Hauptmann a. D.
Von Bülow-Cummerow, das zweitjüngste von sieben Kindern der Familie, wurde nach der Erziehung durch Hauslehrer 1788 mit 13 Jahren zum Leutnant im Regiment der Königin in der Armee des Kurfürstentums Hannover ernannt. Den Dienst musste er indes nicht antreten, weil ihm ein sechsjähriger Urlaub bis zum Dienstantritt gewährt wurde. Als diese Zeit abgelaufen war und der Krieg mit Frankreich drohte, erreichte der Vater 1790 die Bewilligung des Abschieds aus dem Dienst. Danach studierte er ab 1794 an der Universität Rostock, ab November 1795 an der Universität Jena. Dort lernte er die politische Gedankenwelt Englands kennen, weshalb er zeitlebens die preußische Verfassung mit dem englischen Konstitutionalismus verglich. Anschließend machte er Reisen und war ab 1798 als Kammerjunker und Reisemarschall im Dienste des Herzogs Karl II. von Mecklenburg-Strelitz tätig. Nach seiner Rückkehr 1805 beschlossen er und seine Brüder Georg Bernhard von Bülow und Werner Ludwig, die ebenfalls keine Aussicht auf eigenen Besitz in Mecklenburg hatten, in das dünn besiedelte Hinterpommern auszuwandern. Mit ihm kam seine Frau Friederike Zander, geb. Fließbach. Mit ihr hatte er eine Tochter, die 1809 geborene Louise. Der selbst aufgeklärte denkende Erich Krauß kommentierte diese Heirat 1937 mit den Worten: „Von Geburt ein freier, selbständiger Geist, hatte er frühzeitig die Bindung des streng abgeschlossenen Adelsstandes abgestreift.“

## Wirtschaftliche Tätigkeit
Mit relativ geringen Geldmitteln erwarb er 1805 einen großen Gutsbesitz im Kreis Regenwalde in Hinterpommern, der bereits 1798 und 1804 den Besitzer gewechselt hatte und den er 1826/27 noch weiter vergrößern konnte. Das Gut Cummerow war Hauptsitz. Ergänzt wurde die Landwirtschaft (er baute die ersten Rundscheunen in Pommern) durch kommerzielle Unternehmungen wie eine chemische Fabrik und einen Eisenhammer. Allerdings kam es dabei verschiedentlich zu finanziellen Schwierigkeiten. Er galt daher als fortschrittlicher, aber nicht ganz solider Wirtschafter.
Zusammen mit dem Oberpräsidenten Johann August Sack und Oberforstmeister v. Schmeling rief Bülow-Cummerow am 22. April 1810 zur Gründung eines landwirtschaftlichen Vereins namens „Pommersche ökonomische Gesellschaft“ auf. „Hauptzweck des Vereins war eine tiefgreifende und fortgesetzte Aufklärung der Grundbesitzer und Bauern über fortschrittliche Bearbeitung des Bodes, über Wiesenentwässerung und -verbesserung. In Wort und Schrift sollten die Pommern von ihren überlebten Bewirtschaftungsgrundsätzen abgebracht werden.“
Er war 1824 maßgeblich an der Gründung der Ritterschaftlichen Privatbank mit Sitz in Stettin beteiligt. Sie war seinerzeit die einzige preußische Privatbank, die über ein begrenztes Recht zur Emission von Banknoten verfügte. Allerdings geriet das Unternehmen wegen schlechter Betriebsführung in finanzielle Schwierigkeiten. Weitere Projekte zur Gründung von Notenbanken durch von Bülow-Cummerow scheiterten später am Einspruch der Regierung.
Durchaus erfolgreich war er bei der Gründung des „Landwirtschaftlichen Vereins zu Regenwalde“ im Jahr 1831. Damit verbunden war die Einrichtung einer landwirtschaftlichen Akademie und einer Musterwirtschaft. Ebenfalls auf ihn zurück geht die Gründung der Landwirtschaftsschule Eldena im Jahr 1835.

## Politiker und Publizist
Von Bedeutung war Bülow-Cummerow auch als Publizist. Als solcher war er ein konservativer Interessenvertreter des adeligen wie des bürgerlichen Landbesitzes. Als Gegner einer absolutistischen Herrschaft setzte er sich für eine Monarchie mit ständischen Elementen nach englischem Vorbild ein. Dabei sollte in den Mitbestimmungsgremien der Grundbesitz eine führende Stellung einnehmen.
1811 wurde auf Anordnung des Staatskanzlers Karl August von Hardenberg eine Kommission zur Beratung der Agrarfrage gebildet, in der Bülow-Cummerow als einer drei Vertreter Pommerns fungierte. Dort setzte er sich vergeblich dafür ein, die sozialen Verhältnisse der Bauern angemessen zu berücksichtigen. Insbesondere plädierte er dabei für die Schaffung von lebensfähigen Bauernstellen.
Der 1812/13 und 1814/15 tagenden Interimistischen Nationalrepräsentation Preußens gehörte Bülow-Cummerow zunächst nicht an; er war lediglich Nachrücker General v. Zastrows. Seine Pläne zur Belebung des Geldmarktes reichte er darum als Druckschrift ein.
Zwischen 1824 und 1831 gehörte er dem Provinziallandtag der Provinz Pommern an.
Danach widmete er sich vor allem der erwähnten praktischen wirtschaftlichen Tätigkeit. Nachdem eine Jagdverletzung ihn 1841 für einige Monate an das Bett fesselte, wurde er wieder als Autor aktiv. Dabei unterstützte ihn maßgeblich der Student der Rechtswissenschaft, Hermann Killisch. Er forderte die Unterstützung des Grundbesitzes mit allen Mitteln. Dazu gehörte die Forderung nach günstigen Krediten oder die verkehrstechnische Erschließung auch überwiegend agrarischer Gebiete etwa durch die Ostbahn. Er hat sich mit Friedrich List 1843/44 handelspolitische Auseinandersetzungen geliefert. Mit David Hansemann hat er sich 1845 steuerpolitische Kontroversen geliefert.
Bei der Förderung des Grundbesitzes hatte er in dieser Zeit insbesondere auch den adeligen Besitz im Blick gehabt. In Hinblick auf die Vielzahl von bürgerlichen Gutsbesitzern äußerte er 1842 in seinem weit verbreiteten Buch über die preußische Verfassung: „Wenn heute jemand Schornsteinfeger ist, morgen Rittergutsbesitzer, und übermorgen den Pfarrer ernennt, so ist das nicht passend.“ Besonders aber hat er die wachsende Macht der Beamten im modernen Staat kritisiert. Von Bülow-Cummerow behauptete, dass der König von Gottes Gnaden eigentlich nicht mehr sei als der „Souveränitätsrepräsentant“ als „Chef der Verwaltung“, letztere aber sei der „eigentliche Souverän“ des Staates. In seinem Preußenbuch hat er erstmals versucht, als eine Art Vorläufer von Friedrich Julius Stahl im Sinne eines Reformkonservatismus eine Brücke von den Konservativen zu den gemäßigt konstitutionellen Liberalen zu schlagen. Er sprach sich für Pressefreiheit, eine preußische Verfassung und für Reformen der Bürokratie aus. Damit hatte er bei den Hochkonservativen und der Kamarilla um Friedrich Wilhelm IV. keinen Erfolg.
Seine grundsätzlich konservative Einstellung zeigte sich während der Revolution von 1848/49. Er wurde zum Präsidenten des „Vereins zur Wahrung der Interessen des Grundbesitzes“ gewählt. Er war neben anderen ein Kopf des sogenannten Junkerparlaments. Als solcher stand er an der Spitze des Widerstandes der Grundbesitzer gegen die endgültige Umsetzung der Bauernbefreiung. Bis dahin hatte er deutschlandpolitisch kleindeutsche Positionen mit Preußen als Führungsmacht vertreten. Nunmehr wandte er sich gegen die Versuche der Frankfurter Nationalversammlung, Preußen in Deutschland aufgehen zu lassen.

## Schriften (Auswahl)
- Ueber die Quellen zum Abtrag und zur Tilgung von Staatsschulden. Rostock / Schwerin 1811.
- Ueber die Mittel zur Erhaltung der Grundbesitzer, zur Rettung des Capitalvermögens des Staats und zur Ausgleichung der Grundbesitzer und ihrer Gläubiger. Berlin 1814.
- Ein Punkt auf's I. oder Belehrung über die Schrift: Die Verwaltung des Staatskanzlers Fürsten von Hardenberg, Erstes Heft. Leipzig 1821. Digitalisat
- Ueber die Verwaltung des Staatskanzlers Fürsten von Hardenberg. Fortsetzung der Schrift: Ein Punkt auf's I etc. Zerbst 1821. Digitalisat
- Preußen, seine Verfassung, seine Verwaltung, sein Verhältnis zu Deutschland. Berlin 1842. (Digitalisat), Digitalisat
- Das normale Geldsystem in seiner Anwendung auf Preußen. Berlin 1846 (Digitalisat)
- Die Wahlen nach der octroyierten Verfassung. Berlin 1848.